# 2024-es magyar asztalitenisz-bajnokság
A 2024-es magyar asztalitenisz-bajnokság a százhetedik magyar bajnokság volt. A bajnokságot március 22. és 24. között rendezték meg Győrben, az Olimpiai Sportparkban.

## Eredmények
| Versenyszám  | Arany                                                                | Arany                                                                | Ezüst                                                          | Ezüst                                                          | Bronz | Bronz |
| ------------ | -------------------------------------------------------------------- | -------------------------------------------------------------------- | -------------------------------------------------------------- | -------------------------------------------------------------- | --- | --- |
| Férfi egyéni | Szudi Ádám SPO Rouen TT                                              | Szudi Ádám SPO Rouen TT                                              | Majoros Bence Chartres TT                                      | Majoros Bence Chartres TT                                      | Szita Márton Hügiéne Bt.Ecseki Nándor SPG Wels | Szita Márton Hügiéne Bt.Ecseki Nándor SPG Wels |
| Női egyéni   | Madarász Dóra Budaörsi SC                                            | Madarász Dóra Budaörsi SC                                            | Bálint Bernadett Győri AC                                      | Bálint Bernadett Győri AC                                      | Hartbrich Leonie SV Böblingen Imre Leila Budapesti Erdért SE | Hartbrich Leonie SV Böblingen Imre Leila Budapesti Erdért SE |
| Férfi páros  | Ecseki Nándor, Szudi Ádám SPG Wels , SPO Rouen TT                    | Ecseki Nándor, Szudi Ádám SPG Wels , SPO Rouen TT                    | Molnár Dávid, Szántosi Dávid PTE-Pécsi EAC, Szarvasi Körös ASE | Molnár Dávid, Szántosi Dávid PTE-Pécsi EAC, Szarvasi Körös ASE | Lei Balázs, Varga Botond Ambrus Asztalitenisz Akadémia, High Life SEHuzsvár Erik, Katus Krisztián Celldömölki VSE, TTC Lugau                                              | Lei Balázs, Varga Botond Ambrus Asztalitenisz Akadémia, High Life SEHuzsvár Erik, Katus Krisztián Celldömölki VSE, TTC Lugau                                              |
| Női páros    | Bálint Bernadett, Nagyváradi Mercédesz Győri AC, Budapesti Erdért SE | Bálint Bernadett, Nagyváradi Mercédesz Győri AC, Budapesti Erdért SE | Hartbrich Leonie, Szvitacs Alexa SV Böblingen , Győri AC       | Hartbrich Leonie, Szvitacs Alexa SV Böblingen , Győri AC       | Dari Helga, Fejős Anna Budaörsi SC, Kiskunmajsai ACBarcsai Sophie, Dohoczki Nóra Győri AC, Budaörsi SC                                                                    | Dari Helga, Fejős Anna Budaörsi SC, Kiskunmajsai ACBarcsai Sophie, Dohoczki Nóra Győri AC, Budaörsi SC                                                                    |
| Vegyes páros | Ecseki Nándor, Madarász Dóra SPG Wels , Budaörsi SC                  | Ecseki Nándor, Madarász Dóra SPG Wels , Budaörsi SC                  | Kishegyi Ákos, Bálint Bernadett Városi SE Dunakeszi, Győri AC  | Kishegyi Ákos, Bálint Bernadett Városi SE Dunakeszi, Győri AC  | Molnár István Patrik, Balogh Ágnes SV EBE St. Urban , Békési Ifjúsági Asztaliteniszért AlapítványAndrás Csaba, Nagyváradi Mercédesz TTC Bad Homburg , Budapesti Erdért SE | Molnár István Patrik, Balogh Ágnes SV EBE St. Urban , Békési Ifjúsági Asztaliteniszért AlapítványAndrás Csaba, Nagyváradi Mercédesz TTC Bad Homburg , Budapesti Erdért SE |